# Danh sách khu bảo tồn tại Myanmar

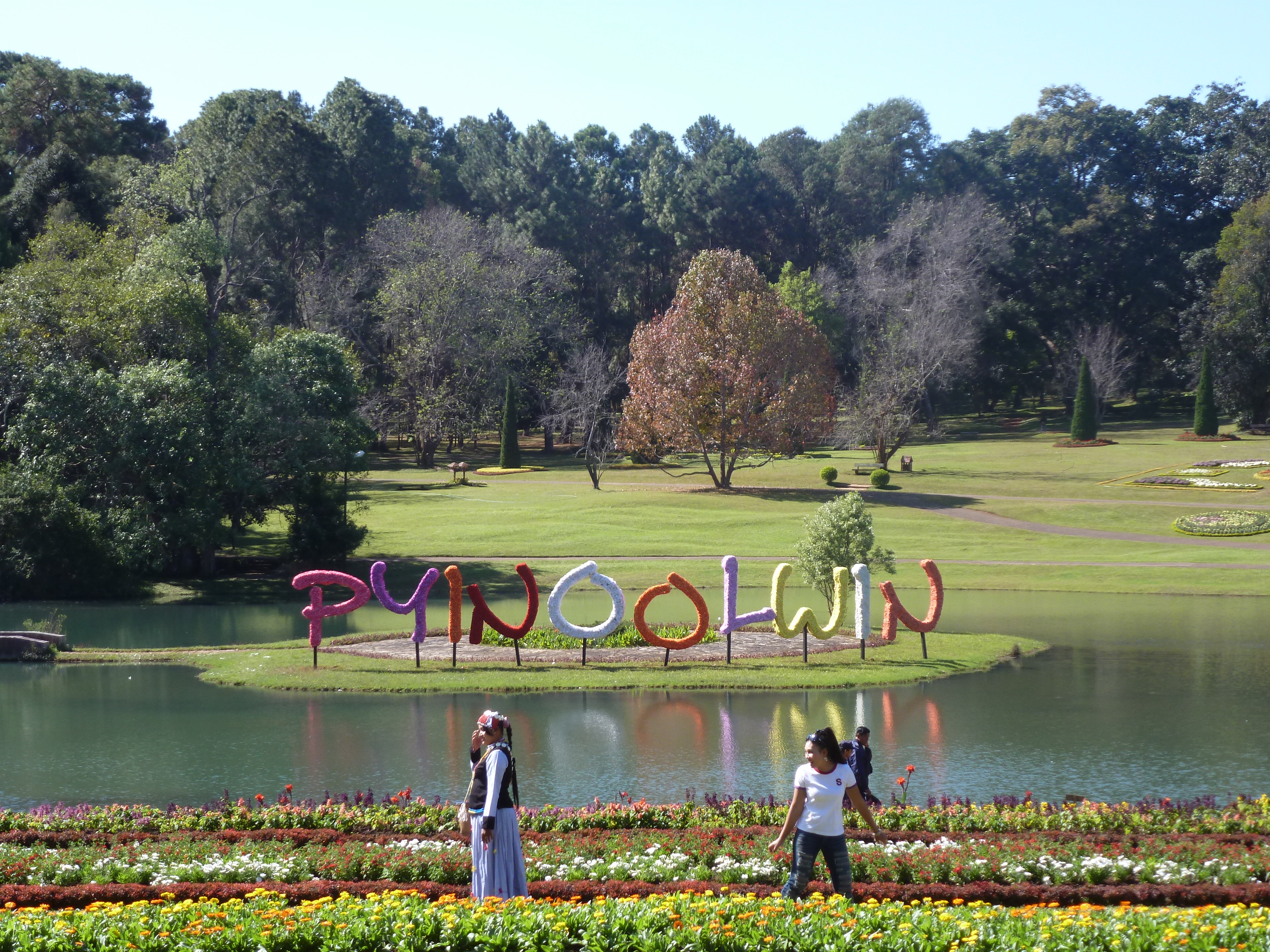
Quang cảnh Vườn Bách thảo quốc gia Kandawgyi

Đây là danh sách các vườn quốc gia, khu bảo tồn động vật hoang dã và các khu vườn thực vật tại Miến Điện.

## Vườn quốc gia
- Vườn quốc gia Alaungdaw Kathapa (vườn quốc gia lớn nhất của Myanmar)
- Vườn quốc gia Hlawga
- Vườn quốc gia Khakaborazi
- Vườn quốc gia Lenya
- Vườn quốc gia biển đảo Lampi
- Vườn quốc gia Loimwe
- Vườn quốc gia Núi Victoria
- Vườn quốc gia núi Popa
- Vườn quốc gia Tanintharyi
- Vườn quốc gia biển Đảo Lampi

## Khu bảo tồn động vật hoang dã và khu dự trữ sinh quyển
- Khu bảo tồn động vật hoang dã Bumhpa Bum
- Khu bảo tồn động vật hoang dã Chatthin
- Khu bảo tồn hổ thung lũng Hukawng (khu bảo tồn hổ lớn nhất thế giới)
- Khu bảo tồn động vật hoang dã hồ Indawgyi
- Khu bảo tồn vùng đất ngập nước hồ Inlay
- Khu bảo tồn động vật Kahilu[1]
- Khu bảo tồn động vật hoang dã Kelatha[2]
- Khu bảo tồn động vật hoang dã Kyaikhtiyo[3]
- Khu bảo tồn động vật hoang dã Mein-ma-hla Kyun
- Khu bảo tồn động vật hoang dã Minwuntaung[4]
- Khu bảo tồn động vật hoang dã Minsontaung [5][6]
- Khu bảo tồn vùng đất ngập nước Moneyingyi
- Khu bảo tồn động vật hoang dã quần đảo Moscos
- Khu bảo tồn động vật hoang dã Mulayit
- Công viên bảo tồn voi Myaing Hay Wun
- Khu bảo tồn động vật hoang dã Pasa
- Khu bảo tồn động vật hoang dã Pitaung
- Khu bảo tồn voi Rakhine Yoma
- Lâm viên Sein Ye
- Khu bảo tồn động vật hoang dã Shwesettaw
- Khu bảo tồn động vật hoang dã Tamanthi
- Khu bảo tồn thiên nhiên Tanintharyi
- Khu bảo tồn chim Taunggyi
- Khu bảo tồn động vật hoang dã Wethtigan (vùng đất ngập nước ngọt)[7][8]
- Khu bảo tồn rừng Wunbaik

## Vườn thực vật
- Vườn Bách thảo quốc gia Kandawgyi